# Dechen Wangmo
Dechen Wangmo (n. 1976) es una política butanesa perteneciente al partido Druk Nyamrup Tshogpa. Desde octubre de 2018 se desempeña como asambleísta nacional, y desde noviembre de ese año, como Ministra de Salud.

## Formación
Asistió a la Universidad de Yale, donde obtuvo una Maestría en Salud Pública (Epidemiología de la Salud Global) y de la  Universidad Northeastern con una Licenciatura en Ciencias Cardiopulmonares.

## Carrera profesional
Wangmo es la directora de PIE Solutions, y presidenta y miembro fundadora de Lhak-Sam, una organización sin fines de lucro de Bután.

## Carrera política
Militante del Druk Nyamrup Tshogpa, fue electa asambleísta nacional en las elecciones de 2018, por la circunscripción electoral de Timbu del Norte. Obtuvo 2.276 votos y derrotó a Lily Wangchuk, candidata de Druk Phuensum Tshogpa.
El 3 de noviembre, el primer ministro Lotay Tshering la designó Ministra de Salud de su gobierno. El 7 de noviembre de 2018, juró como integrante del Lhengye Zhungtshog.

## Distinciones honoríficas

### Distinciones honoríficas butanesas
- Real Kabney Roja (17/12/2020).[7][8]